# Andoki klarinétmadár
Az andoki klarinétmadár (Myadestes ralloides) a madarak (Aves) osztályának verébalakúak (Passerifromes) rendjébe és a rigófélék (Turdidae) családjába tartozó faj.

## Rendszerezése
A fajt Alcide d’Orbigny francia természettudós írta le 1840-ben, a Muscipeta nembe Muscipeta ralloides néven.

## Alfajai
- Myadestes ralloides plumbeiceps (Hellmayr, 1921) - nyugat-Kolumbia és nyugat-Ecuador
- Myadestes ralloides candelae (Meyer de Schauensee, 1947) - közép-Kolumbia északi része
- Myadestes ralloides venezuelensis (P. L. Sclater, 1856) - észak- és nyugat-Venezuela, kelet-Kolumbia és észak-Peru
- Myadestes ralloides ralloides (Orbigny, 1840) - közép- és dél-Peru és nyugat-Bolívia [2]

## Előfordulása
Dél-Amerikában, az Andok-hegységben, Bolívia, Ecuador, Kolumbia, Peru és Venezuela területén honos.
Természetes élőhelyei a szubtrópusi és trópusi síkvidéki és hegyi esőerdők, valamint másodlagos erdők. Állandó, nem vonuló faj.

## Megjelenése
Átlagos testhossza 18 centiméter, testtömege 25-37 gramm.
|  |

## Életmódja
Rovarokkal, bogyókkal és gyümölcsökkel táplálkozik.

## Természetvédelmi helyzete
Az elterjedési területe rendkívül nagy, egyedszáma viszont csökken, de még nem éri el a kritikus szintet. A Természetvédelmi Világszövetség Vörös listáján nem fenyegetett fajként szerepel.